# Paul Blackwell
Paul Blackwell (Adelaide, 1954. július 11. – 2019. február 24.) ausztrál színész.

## Filmjei
- Sweet Dreamers (1982)
- Patrol Boat (1983, tv-sorozat, hat epizódban)
- Az aranyló patak (Colour in the Creek) (1985, tv-sorozat, három epizódban)
- I Own the Racecourse (1986, tv-film)
- Future Past (1987)
- A Country Practice (1987, tv-sorozat, két epizódban)
- The Ham Funeral (1990, tv-film)
- Seven Deadly Sins (1993, tv-film)
- Dad and Dave: On Our Selection (1995)
- A csendes szoba (The Quiet Room) (1996)
- Egy csipet lélek (A Little Bit of Soul) (1998)
- Hárman az örökkévalóságnak (Tre per sempre) (1998)
- Megvágva (Cut) (2000)
- The Honourable Wally Norman (2003)
- Candy (2006)
- Gyilkos szándék (Like Minds) (2006)
- Dr. Plonk (2007)
- Fiúk a parton (December Boys) (2007)
- Szentek kórháza (All Saints) (2008, tv-sorozat, egy epizódban)
- My Place (2009, tv-sorozat, egy epizódban)
- City Homicide (2010, tv-sorozat, egy epizódban)
- Vörös kutya (Red Dog) (2011)
- 100 Bloody Acres (2012)
- Az őslakos (Charlie's Country) (2013)
- The Boy Castaways (2013)
- Deadline Gallipoli (2015, tv-film)
- Storm Boy (2019)